# Tallulah Bankhead

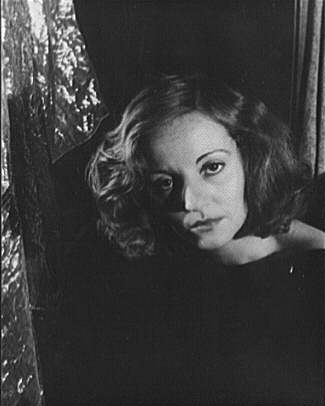
Tallulah Bankhead, fotograferad av Carl Van Vechten, 1934.

Tallulah Bankhead med sin farfar John H. Bankhead, far William B. Bankhead och syster Eugenia Bankhead ca 1917.

Tallulah Brockman Bankhead, född 31 januari 1902 i Huntsville i Alabama, död 12 december 1968 i New York, var en amerikansk skådespelare.  

## Biografi

### Uppväxt
Tallulah Bankhead föddes in i en aristokratfamilj. Hon var dotter till den framstående politikern William Brockman Bankhead, talman i USA:s representanthus. Hennes mor Ada avled kort efter födseln på grund av komplikationer. Bankheads farfar och farbror var alabamska senatorer och hennes kusin Walter blev senare medlem av representanthuset. Tallulah Bankhead fick sin utbildning vid en klosterskola. I barndomen var hon bekant med Zelda Fitzgerald, författare och societetslejon samt fru till F. Scott Fitzgerald.

### Karriär
När Bankhead var 15 år vann hon en skönhetstävling och började sedan sin scenkarriär. Hon spelade i pjäser och gjorde två stumfilmer. 1923 åkte hon till England där hon blev en stor stjärna på teaterscenen. Efter att ha spelat in två stumfilmer återvände hon 1930 till USA, där hon skrev kontrakt med Paramount. Hon uppträdde på Broadway i pjäser som The Little Foxes och The Skin of Our Teeth. För dessa pjäser fick hon The New York Drama Critics Circle Award 1939 och 1942.
Tallulah Bankhead blev världsberömd som skådespelerska för sin djupa stämma drypande av erotiska övertoner. Hon hade ett stormigt humör, var slagfärdig, hade en raspig röst och ett högljutt skratt. Bankhead blev också ökänd för sitt vilda liv, bland annat tog hon av sig alla sina kläder bland folk. I en artikel i The New Yorker beskrivs hur hon fick tas in akut på sjukhus efter ett särdeles allvarligt fall av gonorré som innebar att hon tvingades genomgå hysterektomi. Hon vägde bara 35 kilo när hon kom ut från operationen men ska ha sagt till en läkare om sin könssjukdom: "Tro nu inte att detta har lärt mig en läxa!"[källa behövs]
Bankheads sista framträdande som skådespelare var som "gästskurken" Black Widow i TV-serien Läderlappen.

## Eftermäle
Bankheads liv har beskrivits i åtskilliga biografier, först ut var hon själv med en självbiografi från 1952.

### Familj
Bankhead var gift med skådespelaren John Emery åren 1937–1941.

## Filmografi i urval
- 1918 – When Men Betray
- 1928 – A Woman's Law
- 1931 – Tarnished Lady
- 1932 – Natt över Tunis
- 1944 – Livbåt
- 1945 – Skandal vid hovet
- 1965 – Fanatic

## Galleri

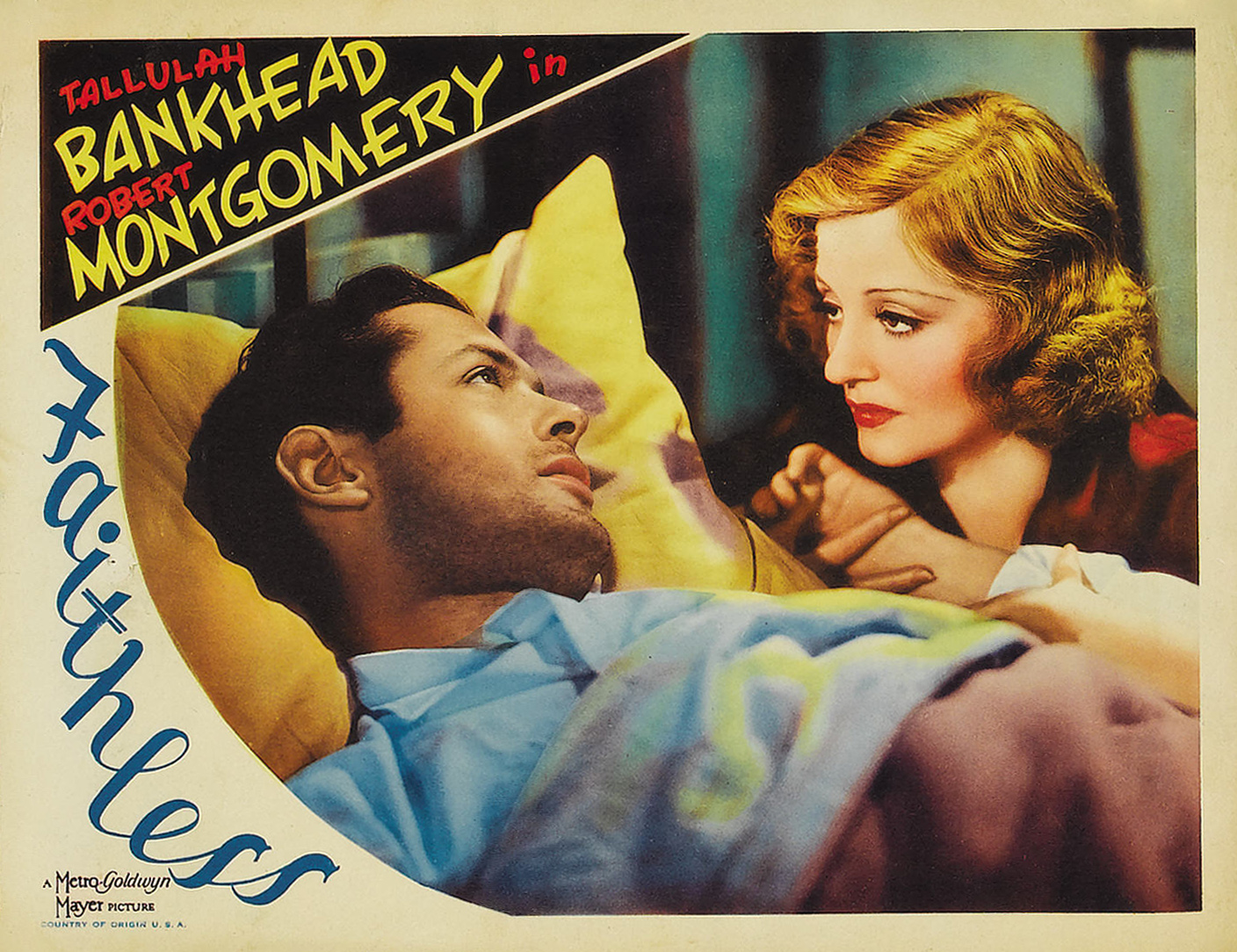
Affisch med Tallulah Bankhead och Robert Montgomery i filmen Faithless.
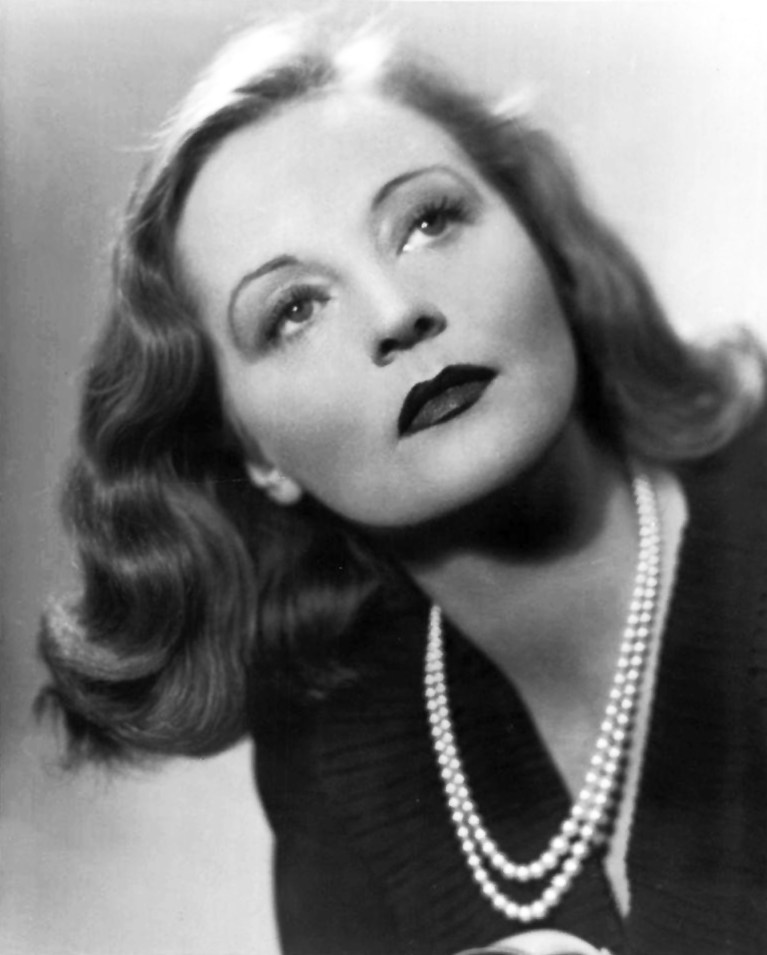
Tallulah Bankhead 1941.